# Everett (Pensylwania)
Everett – osada w hrabstwie Bedford w stanie Pensylwania w Stanach Zjednoczonych. Zgodnie ze spisem ludności przeprowadzonym w 2000 roku liczy 1906 mieszkańców.
Początkowo osada nosiła nazwę Bloody Run, tak jak potok, nad którym osadnicy stoczyli bitwę z Indianami. Miasteczko zmieniło nazwę na część polityka i mówcy, Edwarda Everetta.